# Express
Express és una sèrie espanyola de suspens creada per Iván Escobar per a Starzplay. És la primera sèrie espanyola produïda per la plataforma de propietat de la cadena estatunidenca Starz. La sèrie és protagonitzada per Maggie Civantos i produïda per The Mediapro Studio. Es va estrenar en la plataforma el 16 de gener de 2022.
El 15 de juny de 2022, Starzplay va anunciar que la sèrie havia estat renovada per una segona temporada. La segona temporada es va estrenar a Lionsgate+ (després del canvi de nom de Starzplay) a Llatinoamèrica i el Brasil el 20 de gener de 2023;; tanmateix la seva estrena a Espanya va ser posposada a causa del tancament de Lionsgate+ al país.

## Trama
La sèrie segueix els esdeveniments de Bàrbara (Maggie Civantos), psicòloga criminal que ha estat víctima d'un segrest (“segrest express”): una forma d'extorsió que s'està estenent ràpidament arreu del món. La terrible experiència ha tingut per la dona repercussions tant físiques -l'amputació d'un dit del peu- com a mentals i relacionals. La seva família, de fet, després del succeït, té dificultats per a recuperar-se: les seves filles tenen problemes a l'escola, mentre que ella i el seu marit han decidit separar-se. Després del trauma del segrest, la situació laboral de Bàrbara tampoc és la més rosada. El districte policial amb el qual col·labora -un entorn misogin compost gairebé exclusivament per homes- es reserva el dret de resoldre els casos de manera imprudent i superficial, subestimant – a més - el perill de les confiscacions llampec. Per tant, la protagonista tria abandonar la policia i treballar com a negociadora per a Central Risk, una misteriosa empresa privada, equipada amb tecnologia d'avantguarda, l'objectiu de la qual és resoldre els casos de forma ràpida i eficient.

## Repartiment
| Actor / Actriu         | Personatge             | Temporades             | Temporades             | Total                  |
| Actor / Actriu         | Personatge             | 1                      | 2                      | Total                  |
| Personatges principals | Personatges principals | Personatges principals | Personatges principals | Personatges principals |
| ---------------------- | ---------------------- | ---------------------- | ---------------------- | ---------------------- |
| Maggie Civantos        | Bárbara Vázquez        | Protagonista           | Protagonista           | 14                     |
| Vicente Romero         | Santiago Roldán        | Protagonista           | Protagonista           | 14                     |
| Ana Marzoa             | Maribel Rivera         | Protagonista           | Col·laboració especial | 10                     |
| Esteban Meloni         | Santa Varela           | Protagonista           | Protagonista           | 14                     |
| Loreto Mauleón         | Dulce Morelos          | Protagonista           | Protagonista           | 12                     |
| Alba Planas            | Gus Varela Vázquez     | Protagonista           | Protagonista           | 14                     |
| Bernardo Flores        | Leo Malasangre         | Protagonista           | Protagonista           | 14                     |
| Omar Banana            | Zacarías Rincón "Zero" | Protagonista           | Protagonista           | 14                     |
| Carmen Daza            | Triana Torres          | Protagonista           | Protagonista           | 14                     |
| Manuela Rojas Olivares | Camila Varela Vázquez  | Protagonista           | Protagonista           | 13                     |
| Manuela Velasco        | Terapeuta              | Col·laboració especial | Col·laboració especial | 12                     |
| María Isabel Díaz      | Anabel Rosales         | Col·laboració especial |                        | 1                      |
| Kiti Mánver            | Sra. Emiliana Ortega   | Col·laboració especial | Col·laboració especial | 14                     |
| Laura Laprida          | Asia                   |                        | Protagonista           | 6                      |
| Alejo Sauras           | Iker Torres            |                        | Col·laboració especial | 6                      |
| Personatges recurrents |                        |                        |                        |                        |
| Alberto Berzal         | Comisario              | Recurrent              | Recurrent              | 12                     |
| Diego Braguinsky       |                        | Recurrent              | Convidat               | 5                      |
| Berta Sánchez          |                        | Recurrent              |                        | 4                      |
| Pep Ferrer             |                        | Recurrent              |                        | 4                      |
| Sebastián Iturria      | Tego Ortiz             | Recurrent              |                        | 3                      |
| Gnarly Vrain           |                        | Recurrent              |                        | 3                      |
| Marta Martínez         |                        | Recurrent              |                        | 3                      |
| Patricia Guirado       |                        |                        | Recurrent              | 3                      |
| Adriana Martínez       |                        |                        | Recurrent              | 4                      |

## Episodis

### Temporada 1 (2022)
| Núm. total | Núm. de la temporada | Títol                                    | Direcció       | Guió                                                                                                 | Data d'emissió original |
| ---------- | -------------------- | ---------------------------------------- | -------------- | --- | ----------------------- |
| 1          | 1                    | «El negocio del miedo»                   | Gabe Ibáñez    | Iván Escobar, Martín Suárez, Antonio Sánchez, Lucía Carballal, Juanma Ruiz Córdoba i Javier Reguilón | 16 de gener de 2022     |
| 2          | 2                    | «Los platillos chinos»                   | Gabe Ibáñez    | Iván Escobar, Martín Suárez i Antonio Sánchez                                                        | 23 de gener de 2022     |
| 3          | 3                    | «Sin manual de instrucciones»            | Iñaki Peñafiel | Iván Escobar, Martín Suárez i Antonio Sánchez                                                        | 30 de gener de 2022     |
| 4          | 4                    | «Cambio de planes»                       | Iñaki Peñafiel | Martín Suárez, Antonio Sánchez i Iván Escobar                                                        | 6 de febrer de 2022     |
| 5          | 5                    | «El papel higiénico»                     | Iñaki Peñafiel | Iván Escobar, Martín Suárez i Antonio Sánchez                                                        | 13 de febrer de 2022    |
| 6          | 6                    | «¿A quién quieres más, a papá o a mamá?» | Gabe Ibáñez    | Martín Suárez, Antonio Sánchez, Iván Escobar i Ana García                                            | 20 de febrer de 2022    |
| 7          | 7                    | «Malas madres»                           | Iñaki Peñafiel | Martín Suárez, Antonio Sánchez i Iván Escobar                                                        | 27 de febrer de 2022    |
| 8          | 8                    | «Piojos»                                 | Gabe Ibáñez    | Martín Suárez, Antonio Sánchez i Iván Escobar                                                        | 6 de marzo de 2022      |

### Temporada 2 (2023)
| Núm. total | Núm. de la temporada | Títol                                     | Direcció       | Guió                                                                                           | Data d'emissió original |
| ---------- | -------------------- | ----------------------------------------- | -------------- | ---------------------------------------------------------------------------------------------- | ----------------------- |
| 9          | 1                    | «¿Qué es hacer lo correcto?»              | Iñaki Peñafiel | Alberto Rodríguez de la Fuente, Martín Suárez, Iván Escobar i Antonio Sánchez                  | 20 de gener de 2023     |
| 10         | 2                    | «Hay preguntas que es mejor no responder» | Iñaki Peñafiel | Alberto Rodríguez de la Fuente, Martín Suárez, Iván Escobar i Antonio Sánchez                  | 27 de gener de 2023     |
| 11         | 3                    | «Lecciones de vida»                       | Anaïs Pareto   | Alberto Rodríguez de la Fuente, Martín Suárez, Iván Escobar i Antonio Sánchez                  | 3 de febrer de 2023     |
| 12         | 4                    | «Hay recuerdos que matan»                 | Iñaki Peñafiel | David S. Olivas, Alberto Rodríguez de la Fuente, Martín Suárez, Iván Escobar i Antonio Sánchez | 10 de febrer de 2023    |
| 13         | 5                    | «La vulnerabilidad»                       | Anaïs Pareto   | Alberto Rodríguez de la Fuente, Martín Suárez, Iván Escobar i Antonio Sánchez                  | 17 de febrer de 2023    |
| 14         | 6                    | «Respuestas que matan»                    | Anaïs Pareto   | Alberto Rodríguez de la Fuente, Martín Suárez, Iván Escobar i Antonio Sánchez                  | 24 de febrer de 2023    |

## Producció
El 3 d'agost de 2020 Starzplay va anunciar els seus plans per a entrar en la producció de ficció a Espanya i Mèxic, amb els projectes Nacho Vidal, una industria XXXL I Express del costat d'Espanya. La sèrie està creada per Iván Escobar, millor conegut pel seu treball com co-creador i showrunner de Vis a vis. El 16 de març de 2021 es va anunciar que Express estarà protagonitzada per Maggie Civantos (qui també va protagonitzar Vis a vis) i suposaria el debut en l'actuació de Manuela Rojas, la filla de Melani Olivares. A la fi de maig de 2021, la sèrie va ser presentada als mitjans, de cara al seu rodatge.
El tema principal de la sèrie, "Río de enero", que apareix en els crèdits, ha estat compost i interpretat per la cantant Ana Fernández-Villaverde, coneguda artísticament com La Bien Querida.
El 15 de juny de 2022, Starzplay va anunciar que la sèrie havia estat renovada per una segona temporada, el rodatge de la qual ja havia començat amb les incorporacions al repartiment de Alejo Sauras i Laura Laprida.

## Màrqueting i llançament
El 10 de novembre de 2021 Starzplay va anunciar que Express s'estrenaria a Espanya i Llatinoamèrica el 16 de gener de 2022. També es va anunciar que aquest mateix dia la sèrie es distribuiria als Estats Units per a audiències hispanoparlants, mitjançant la plataforma Pantaya. El 13 de desembre de 2022, Lionsgate+ (el nou nom de Starzplay) va treure el tràiler de la segona temporada i va anunciar que s'estrenaria a Llatinoamèrica i el Brasil el 20 de gener de 2023; no obstant això, la seva estrena a Espanya va ser cancel·lat a causa del tancament de Lionsgate+ al país, i la seva propietària, Lionsgate, va anunciar que buscaria altres compradors per a la seva distribució a Espanya.